# Parasange
La parasange, le parasang au masculin ou la parasangue (farsang en iranien, farsakh en arabe) est une ancienne unité de distance perse valant environ 5,35 km voire 6 km. C’était la distance qu’on pouvait parcourir à pied en une heure. Cette unité fut la principale unité de mesure des distances en Perse (Iran) jusqu’à une époque récente.

## Histoire
On trouve dans l’Anabase de Xénophon ce mot d'origine étrangère : le terme de « parasange », issu du persan, qui désigne une unité de mesure. L’étymologie du mot provient d’un mot non attesté en vieux-perse *frasanga.
La mesure est utilisée à de nombreuses reprises dans le Talmud, par exemple Baba Batra 16b (au sujet des amis de Job : "Trois cent parasanges les séparaient.")
L’article « Parasange » de l'Encyclopédie D’Alembert et Diderot mène une discussion sur la longueur de la parasange. Pour Hérodote la parasange vaut 30 stades soit environ 30 fois 185 m c’est-à-dire 5,55 km. Il en va de même pour Xénophon. Mais Strabon est moins certain de la longueur de la parasange : 

« Seulement, la parasange persique est diversement évaluée : les uns la font de 60 stades, les autres de 30, les autres de 40. C’est ainsi qu’en Égypte, pendant que nous remontions le Nil, nous constatâmes qu’on se servait pour nous indiquer les distances d’une ville à l’autre de schœnes de diverses grandeurs, de sorte qu’à un même nombre de schœnes correspondait ici un trajet plus long, là un trajet plus court, et cela en vertu de coutumes locales fort anciennes soigneusement conservées. »

— Strabon, « Géographie, Livre XI, chapitre xi, La Bactriane et la Sogdiane, §5 », sur « L’antiquité grecque et latine ».
On trouve le même genre de remarque dans Pline l'Ancien :

« Les variations dans les mesures tiennent à la diversité des auteurs qui ont été suivis, les Perses attribuant tantôt une valeur et tantôt une autre aux schènes et aux parasanges. »

— Pline l'Ancien, « Histoire naturelle, Livre VI, chapitre xxx, §7 », sur « L’antiquité grecque et latine ».
Ibn Khaldoun est plus précis dans ses Prolégomènes : « Un degré est égal à 5 parasanges, le parasange étant égal à 12 000 coudées coudées ou 3 milles, vu que le mille est égal à 4 000 coudées. La coudée est égale à 24 doigts, et le doigt à 6 grains d'orge alignés dos contre ventre ».